# Lörrach
Lörrach település Németországban, azon belül Baden-Württembergben. Lakosainak száma 50 670 fő (2023. december 31.). Lörrach Binzen, Riehen, Rheinfelden, Weil am Rhein, Steinen, Kandern és Rümmingen községekkel határos.

## Népesség
A település népessége az elmúlt években az alábbi módon változott:
| Lakosok száma | 40 145 | 43 973 | 44 898 | 41 064 | 40 561 | 44 496 | 45 679 | 47 880 | 48 307 | 50 670 |
|               | 1961   | 1968   | 1974   | 1981   | 1987   | 1994   | 2000   | 2007   | 2013   | 2023   |

## Története
Lörrach 1682-ben és 1756-ban nyerte el a városi rangot.

## Városrészek

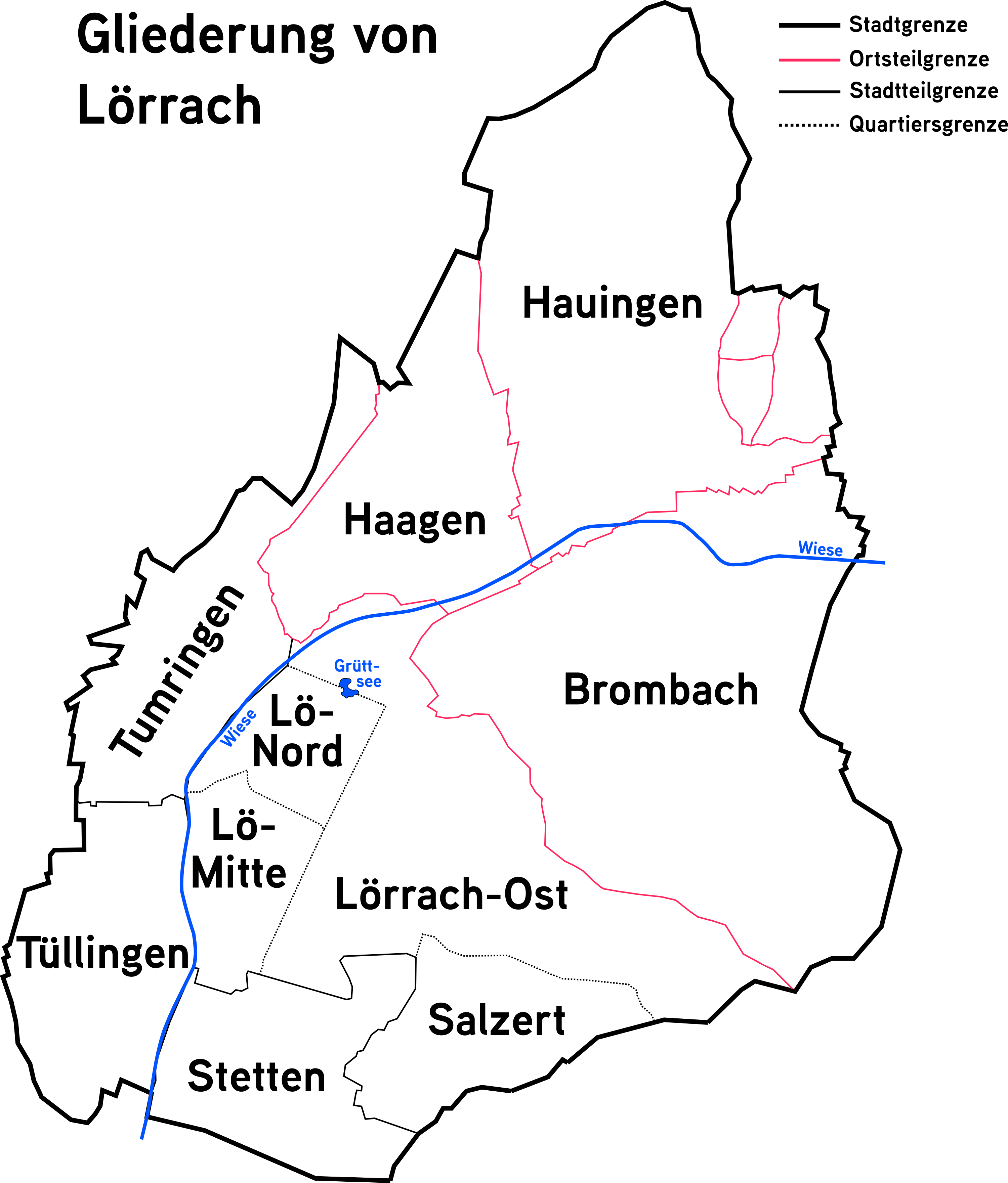

## Közlekedés

### Közúti közlekedés
A várost érinti az A5-ös autópálya.